# قبورتون سنگی درب امامزاده
قبورتون سنگی درب امامزاده مربوط به دوره ساسانیان است و در شهرستان استهبان، بخش مرکزی، دهستان ایج، ۱/۵ کیلومتری جنوب روستای درب امامزاده، ۲۵۰ متری درون دره مشهور به دره باریکوه واقع شده و این اثر در تاریخ ۱۸ شهریور ۱۳۸۷ با شمارهٔ ثبت ۲۳۳۹۲ به‌عنوان یکی از آثار ملی ایران به ثبت رسیده است.